# Synageles bishopi
Synageles bishopi là một loài nhện trong họ Salticidae.
Loài này thuộc chi Synageles. Synageles bishopi được Cutler miêu tả năm 1988.